# Matt Sydal
Matthew Joseph Korklan (* 19. März 1983 in St. Louis, Missouri), besser bekannt unter seinem aktuellen Ringnamen Matt Sydal und ehemals Evan Bourne, ist ein US-amerikanischer Wrestler. Er stand in seiner Karriere unter anderem bei der WWE, NJPW, Impact Wrestling und ROH Wrestling unter Vertrag. Zurzeit tritt er bei All Elite Wrestling auf.

## Sportlicher Hintergrund
Korklan war im Ringer-Team seiner Schule.

## Wrestling-Karriere

### Anfänge
Korklan ließ sich bei der Promotion Gateway Championship Wrestling zum Wrestler ausbilden und startete seine Wrestling-Karriere im Oktober 2000 bei dieser Promotion. Bei der japanischen Dragon Gate-Promotion durfte er 2003 seinen ersten Titel erringen.
In den Vereinigten Staaten trat er seit 2003 hauptsächlich in den Independent-Promotionen IWA Mid-South Wrestling und Ring of Honor an. Auch dort durfte er Titel halten. Dort war Korklan vor allem unter dem Ringnamen Matt Sydal bekannt.
Korklan war zwischen 2004 und 2006 auch bei der National Wrestling Alliance verpflichtet worden. Auch hier durfte er Titel erringen.

### Total Nonstop Action Wrestling (2004–2005)
In den Jahren 2003 und 2004 stand Korklan bei der Promotion Total Nonstop Action Wrestling unter Vertrag. Im November 2004 wurde Korklan von TNA entlassen.

### Ring of Honor Wrestling (2004–2007)
Korklan debütierte in Ring of Honor in Reborn: Stage One am 23. April 2004 und besiegte Delirious.

### World Wrestling Entertainment (2007–2013)

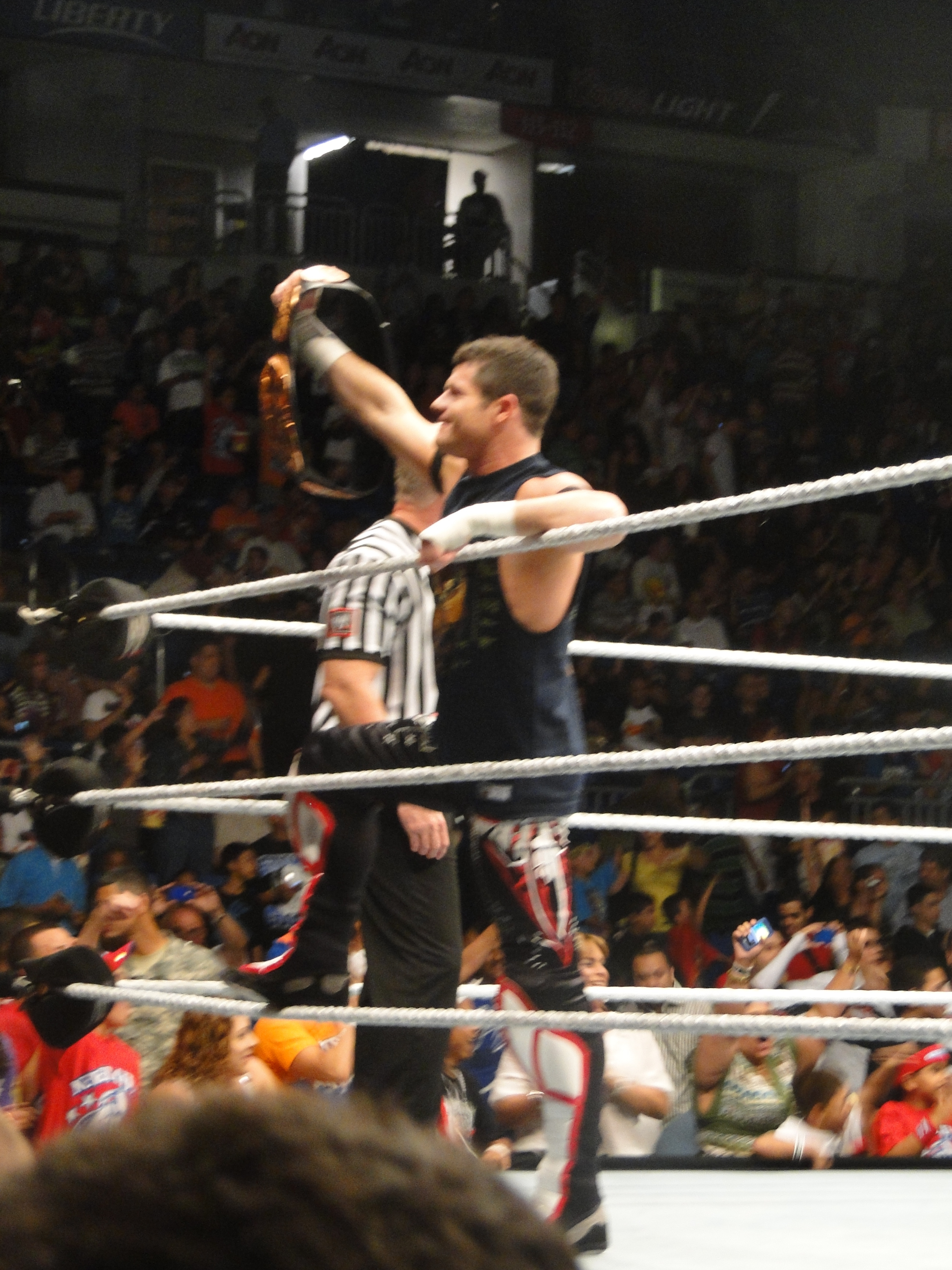
Evan Bourne als WWE Tag Team Champion, 2011.

Ab Frühjahr 2008 stand Korklan bei World Wrestling Entertainment (WWE) unter Vertrag. Zunächst trat er im ECW-Roster auf. Bei Cyber Sunday 2008 hatte er ein Titelmatch um den ECW Championship gegen Matt Hardy, welches er jedoch nicht gewinnen konnte. Am 29. Juni wechselte er ins RAW-Roster.
Am 27. September 2010 zog sich Korklan an der Rotatorenmanschette einen Riss zu, ließ diesen aber nicht operieren. Da die Schmerzen immer größer wurden, musste er sich im Oktober einer Operation unterziehen. Um ihn aus der aktuellen Storyline zu nehmen, wurde er durch CM Punk nach einem Match attackiert, wodurch angeblich diese Verletzung entstand.
Am 28. Februar 2011 kehrte Korklan zu RAW zurück. Zusammen mit Kofi Kingston als Air Boom besiegte er in RAW am 22. August 2011 David Otunga & Michael McGillicutty und wurde neuer WWE Tag Team Champion. Am 1. November 2011 wurde Korklan auf Grund eines Verstoßes gegen die Wellnesspolitik der WWE für 30 Tage suspendiert. Die WWE Tag Team Championship verloren sie am 15. Januar 2012 bei einer Houseshow an Primo und Epico.
Am 17. Januar 2012 gab die WWE bekannt, Korklan aufgrund seines zweiten Verstoßes gegen die Wellnesspolitik für 60 Tage suspendiert zu haben. Kurz vor Ablauf der Suspendierung brach er sich bei einem Autounfall einen Fuß und fiel seitdem daraufhin verletzungsbedingt aus. Nach über 2 Jahren ohne Auftritt wurde Korklan am 12. Juni 2014 von der WWE entlassen.

### Rückkehr zur ROH Wrestling (2014–2017)
Korklan kehrte am 27. September 2014 zu Ring of Honor zurück und verlor gegen AJ Styles.

### New Japan Pro Wrestling (2015–2016)
Am 23. September 2015 gab Korklan sein Debüt für NJPW beim Destruction in Okayaka Event, wo er zusammen mit Hiroshi Tanahashi in einem Tag-Team-Match gegen Bad Luck Fale und Tama Tonga kämpfte. Am 7. November besiegten Korklan und Ricochet bei Power Struggle Roppongi Vice (Beretta und Rocky Romero) im Finale, um den 2015 Super Jr. Tag Turnier zu gewinnen. Am 11. Februar bei The New Beginning in Osaka besiegten Korklan und Ricochet The Young Bucks und reDRagon (Bobby Fish und Kyle O’Reilly) in einem Triple-Threat-Match und wurden die neuen IWGP Junior Heavyweight Tag Team Champions. Am 3. Juli haben sich Korklan und Ricochet mit Satoshi Kojima zusammengetan, um The Elite für die NEVER Open-6-Mann-Tag-Team-Meisterschaft zu schlagen.
Am 25. September wurden Korklan, Ricochet und Kojima die NEVER Open 6 Mann Tag Team Championship entzogen, weil Sydal bei der geplanten Titelverteidigung beim Destruction in Kobe Event nicht erschien. Korklan verpasste zwei Shows an drei Tagen. Der offizielle grund war das es „Reiseproblemen“ gab. Später wurde bekannt, dass er bei der Einreise tatsächlich verhaftet worden war.

### Rückkehr zur Impact Wrestling (2017–2018)
Am 27. April 2017 kehrte Korklan zu Impact Wrestling zurück und besiegte Trevor Lee in seinem ersten Match. Am 10. November 2017 besiegte Korklan Ethan Carter III, um die Impact Grand Championship zu gewinnen. Am 8. März 2018 besiegte er Taiji Ishimori, um auch die Impact X Division Championship zu gewinnen, in dem auch Sydals Impact Grand Championship auf dem Spiel stand. Er wurde somit ein Doppelchampion. Am 29. März 2018 verlor Korklan die Impact Grand Championship an Austin Aries in einem Match, in dem auch die Aries Impact World Championship auf dem Spiel stand. Bei Slammiversary XVI am 22. Juli 2018 verlor er seine Impact X Division Championship an Brian Cage. Ende 2018 trennten sich Korklan und Impact Wrestling.

### All Elite Wrestling (seit 2020)
Bei All Out am 5. September 2020 debütierte Korklan bei All Elite Wrestling als Überraschungsteilnehmer der Casino Battle Royale. Am 17. November 2020 bestätigte AEW die feste Verpflichtung von Korklan.

## Wrestling-Erfolge
World Wrestling Entertainment

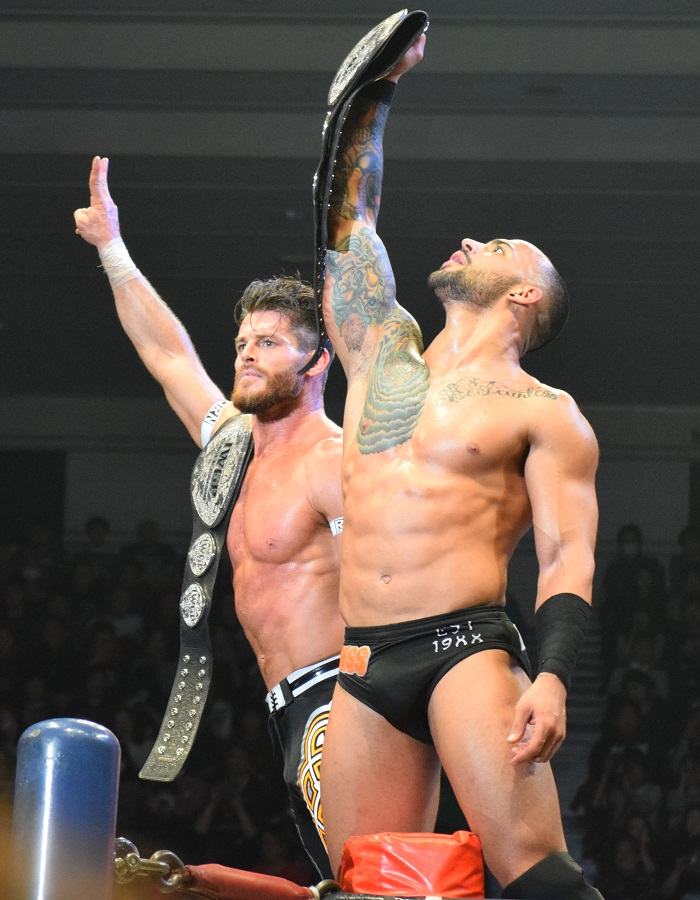
Matt Sydal und Ricochet als IWGP Junior Heavyweight Tag Team Champions, 2016.

- WWE Tag Team Championship (1× mit Kofi Kingston)

New Japan Pro-Wrestling
- IWGP Junior Heavyweight Tag Team Championship (2× mit Ricochet)
- NEVER Openweight 6-Man Tag Team Championship (1× mit Ricochet und Satoshi Kojima)
- Super Jr. Tag Tournament (2015 mit Ricochet)

Ring of Honor
- ROH World Tag Team Championship (1× mit Christopher Daniels)

Impact Wrestling
- Impact Grand Championship (1×)
- Impact X Division Championship (1×)

Ohio Valley Wrestling
- OVW Heavyweight Championship (1×)

Dragon Gate
- Open The Brave Gate Championship (1×)

Independent Wrestling Association
- IWA Mid-South Light Heavyweight Championship (1×)

Israeli Pro Wrestling Association
- IPWA Heavyweight Championship (1×)

NWA Midwest
- NWA Midwest X-Division Championship (2×)

Pro Wrestling Fit
- PWF Lord Of The World Championship (1×)